# Proyart
Proyart – miejscowość i gmina we Francji, w regionie Hauts-de-France, w departamencie Somma.
Według danych na rok 2011 gminę zamieszkiwały 652 osoby, a gęstość zaludnienia wynosiła 66 osób/km² (wśród 2293 gmin Pikardii Proyart plasuje się na 524. miejscu pod względem liczby ludności, natomiast pod względem powierzchni na miejscu 462.).